# Adjalin
L'adjalin est un instrument à cordes pincées du Bénin, d'origine ancienne. Il est également appelé « cithare en radeau ». Il existe un instrument similaire appelé tiahun au Burkina Faso.
Il est de forme rectangulaire, composé de tiges de bambou assemblés en radeau et attachées les unes aux autres à l'aide de fibres végétales, telles le raphia.

## Jeu
Issu de la musique traditionnelle du Bénin, il est souvent utilisé lors de manifestations publiques et certains rituels. C'est un instrument qui peut se pratiquer en soliste ou accompagné de gong et de tam-tam. 